# 148
Het jaar 148 is het 48e jaar in de 2e eeuw volgens de christelijke jaartelling.

## Gebeurtenissen

### Parthië
- Koning Vologases IV (r. 148-192), de zoon van Mithridates IV, bestijgt de troon en herenigt onder zijn bewind het Parthische Rijk.